# Казино Корона (Мельбурн)
Казино «Корона» (англ. Crown Casino and Entertainment Complex) — крупнейшее казино и развлекательный комплекс, расположенный на южном берегу реки Ярра в центре Мельбурна, Австралия. Комплекс зданий казино «Корона», включая набережную, является одной из основных туристических достопримечательностей города. Лица младше 18 лет допускаются только в развлекательную зону.
Казино было открыто в 1994 году на северном берегу Ярры в здании «Мирового Торгового Центра». В 1997 году было принято решение о переносе казино на южный берег, в район Саутбэнк. Комплекс располагается на территории площадью 510,000 м², что равняется двум городским кварталам, что делает его крупнейшим казино в Южном Полушарии и одним из самых крупных в мире. Владелец казино — австралийская компания «Crown Limited».
26 декабря 2005 умер 68-летний медиамагнат и владелец казино «Корона» в Мельбурне Керри Пакер. Миллиардер владел крупнейшей в стране медиа-корпорацией «Publishing and Broadcasting Ltd», которой принадлежат журналы, телеканалы и интернет-компании, а также ряд игорных домов.

## Казино
Казино открыто ежедневно и круглосуточно, за исключением праздников Рождества, Пасхи и дня АНЗАК. Казино имеет 350 столов и 2500 игровых автоматов.
Основными играми в казино являются блек-джек, крэпс, пай гау, покер, баккара и американская рулетка. Покерный зал располагается на первом этаже казино. Помимо классического покера, в казино популярен Техасский холдем. 2500 слот-машин компаний «Aristocrat Leisure», «IGT», «Konami» и «Stargames» принимают ставки от 1 цента до 1 доллара. В VIP зоне также располагаются машины, принимающий ставки в 5 долларов.

## Развлекательный комплекс
Развлекательный комплекс включает в себя несколько ночных клубов, ресторанов, торговый центр и мультиплекс Village Cinema. На территории комплекса располагается игровая зона «Galactic Circus» с лазертагом и боулингом. Достопримечательностями комплекса являются вход с фонтанами «Атриум», в котором показывают шоу «Времена года» и «пиротехнические башни», расположенные по длине всей набережной. Также в здании комплекса расположены бутики таких мировых брендов, как: Prada, Burberry, Louis Vuitton, Versace, Bvlgari, Omega SA.

## Отели
На территории комплекса расположены три отеля:
«Crown Towers» — пятизвёздочный отель располагается внутри комплекса. На 38 этажах расположен 481 номер. Отель расположен на берегу реки, окна номеров выходят на центр города, Порт-Филлип и район Доклендс.
«Crown Metropol» — крупнейший по количеству номеров в Австралии отель. На 28 этажах расположено 658 номеров. Отель также расположен внутри комплекса.
«Crown Promenade» — отель расположен напротив комплекса, включает в себя 465 номеров на 23 этажах, а также конференц зал. Отель соединяется с комплексом специальным переходом.
В разные годы в отелях комплекса останавливались Том Круз, Кэти Холмс, Рэйчел Гриффитс, Тайгер Вудс и другие знаменитости.

## Зал Палладиум
Зал Палладиум — концертный зал Мельбурна, вместительностью 1500 человек. В зале проводятся многие значимые мероприятия, такие как: вручение телевизионной премии «Logie Awards», спортивных премий лучшему игроку в австралийский футбол — «Brownlow Medal» и крикет — «Allan Border Medal», а также чествование победителя Гран-при Австралии.

## Набережная
На набережной комплекса вдоль реки Ярра находятся специальные башни, которые с заходом солнца, с определённым интервалом времени, пускают в воздух огненные сферы, диаметром три метра. «Пиротехнические башни» стали неотъемлемой частью ночной жизни Мельбурна и одной из его «визитных карточек».

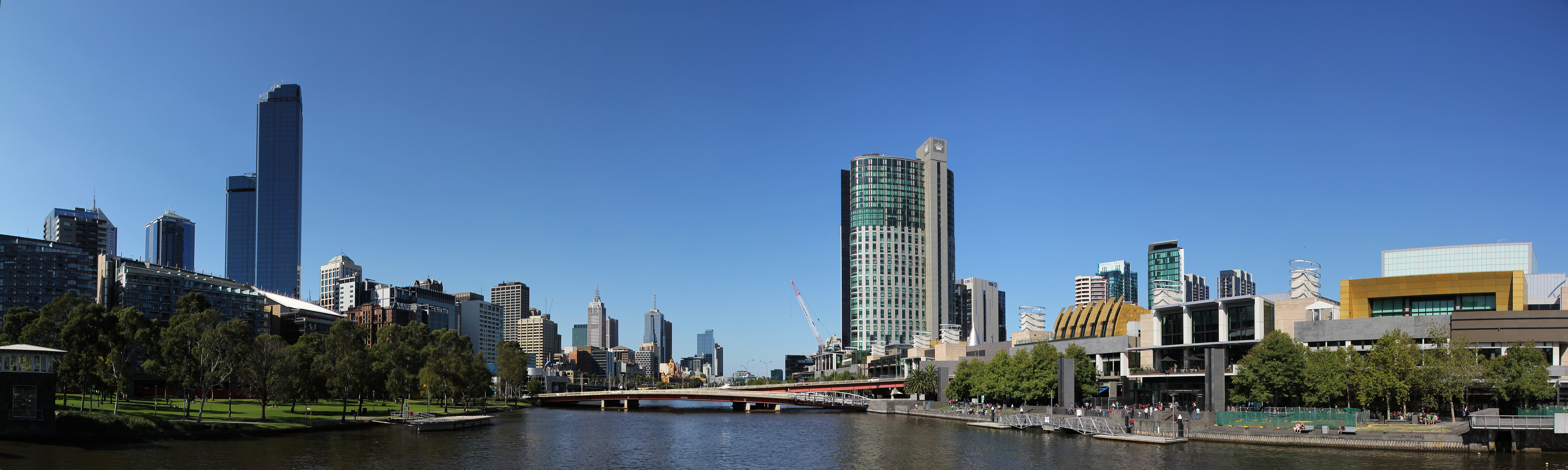
Здания казино и развлекательного комплекса (справа) на набережной реки Ярра